# Кліндаміцин
Кліндаміцин — напівсинтетичний препарат з групи лінкозамідів для перорального, парентерального та місцевого застосування. Кліндаміцин застосовується у клінічній практиці з 1966 року.

## Фармакологічні властивості
Кліндаміцин — напівсинтетичний антибіотик з групи лінкозамідів, що діє бактеріостатично, порушуючи синтез білка в бактеріальних клітинах. Кліндаміцин застосовується парентерально, перорально та місцево. Препарат має обмежений спектр антибактеріальної дії. До препарату чутливі стафілококи, стрептококи, в тому числі пневмококи, клостридії,Corynebacterium diphtheria, Actinomyces spp., Bacteroides spp., Gardnerella vaginalis, Fusobacterium spp., пептококи, пептострептококи, деякі найпростіші — токсоплазми,пневмоцисти,малярійні плазмодії. Нечутливими до кліндаміцину є усі грамнегативні аеробні бактерії (у тому числі Haemophilus influenzae та Moraxella catarrhalis), а також Clostridium difficile.

## Фармакодинаміка
Кліндаміцин добре всмоктується в шлунково-кишкового тракту, біодоступність при пероральному та внутрішньом'язовому застосуванні становить 90 %. Препарат добре розподіляється в організмі, створюючи високі концентрації у більшості тканин і рідин організму. Найвищі концентрації кліндаміцину спостерігаються у жовчі, кістках та суглобах, тканинах дихальної системи. Максимальна концентрація в крові досягається за 45 хвилин. Препарат не проникає через гематоенцефалічний бар'єр. Кліндаміцин проникає через плацентарний бар'єр і проникає в грудне молоко. Метаболізується препарат в печінці. Період напіввиведення препарату становить 1,5-3,5 години. Виводиться кліндаміцин з організму з сечею і калом. При нирковій недостатності не змінюється період напіввиведення препарату, при важкій печінковій недостатності період напіввиведення препарату може суттєво збільшуватися.

## Показання
Кліндаміцин застосовується при інфекціях, викликаних чутливими до препарату мікроорганізмами: інфекції ЛОР-органів (тонзиліти, фарингіт, отити, синусити), скарлатина, інфекції дихальних шляхів (пневмонія, бронхіти, абсцес легень), інфекції шкіри та м'яких тканин, інфекції кісток і суглобів (остеомієліт, гнійний артрит), гінекологічні інфекції (ендометрит, сальпінгіт, тубоваріальний абсцес, гарднерельоз), перитоніт та абсцеси черевної порожнини, септицемія та ендокардит, інфекції ротової порожнини, токсоплазмоз (в поєднанні з піріметаміном), пневмоцистна пневмонія тропічна малярія (в поєднанні з хініном).

## Побічна дія
При застосуванні кліндаміцину можливі наступні побічні ефекти:
- Алергічні реакції — часто (1—10 %) висипання на шкірі; нечасто (0,1—1 %) свербіж шкіри, кропив'янка; рідко (0,01—0,1 %) синдром Стівенса-Джонсона, синдром Лаєлла, анафілактоїдні реакції.
- З боку травної системи — часто (1—10 %) блювання, діарея (згідно частини досліджень, діарея виникає у 30 % випадків застосування препарату[6]), біль у животі; нечасто нудота; дуже рідко (менше 0,01 %) коліт та псевдомембранозний коліт, жовтяниця, езофагіт, виразки стравоходу.
- З боку нервової системи — рідко (0,01—0,1 %) порушення нервово-м'язової провідності.
- З боку серцево-судинної системи — при швидкому внітрішньовенному введенні артеріальна гіпотензія, зупинка серця, колапс.
- Зміни в лабораторних аналізах — дуже рідко (менше 0,01 %) підвищення рівня білірубіну та підвищення активності амінотрансфераз в крові, нейтропенія, агранулоцитоз, еозинофілія, тромбоцитопенія.
- Місцеві реакції — вагініт, тромбофлебіт при внутрішньовенному введенні, болючість, ущільнення та абсцес при внутрішньом'язовому застосуванні.

## Протипокази
Кліндаміцин протипоказаний при підвищеній чутливості до лінкозамідів. З обережністю препарат застосовують при вагітності та годуванні грудьми.

## Форми випуску
Кліндаміцин випускається у вигляді ампул по 2, 4 та 6 мл 15 % розчину; желатинових капсул по 0,075; 0,15 і 0,3 г; гранул для 1,5 % сиропу; вагінального крему у тубах по 20 г; 1 % гелю по 30 г та вагінальних суппозиторіїв. Кліндаміцин разом із метронідазолом входить до складу комбінованого препарату «Вагіклін»